# Wind & Wuthering
Wind & Wuthering – album grupy Genesis wydany w 1976 roku (zob. 1976 w muzyce), drugi po odejściu Petera Gabriela.

## Lista utworów
Autorami utworów, oprócz wymienionych, są Tony Banks, Phil Collins, Steve Hackett i Mike Rutherford.
| 1. | Eleventh Earl of Mar                      | 7:39  |
|    |                                           |       |
| 2. | One for the Vine                          | 9:56  |
|    |                                           |       |
| 3. | Your Own Special Way (Rutherford)         | 6:15  |
|    |                                           |       |
| 4. | Wot Gorilla?                              | 3:12  |
|    |                                           |       |
| 5. | All in a Mouse's Night                    | 6:35  |
|    |                                           |       |
| 6. | Blood on the Rooftops (Collins/Hackett)   | 5:20  |
|    |                                           |       |
| 7. | Unquiet Slumbers for the Sleepers...In... | 2:23  |
|    |                                           |       |
| 8. | ...In That Quiet Earth                    | 4:49  |
|    |                                           |       |
| 9. | Afterglow (Banks)                         | 4:10  |
|    |                                           |       |
|    |                                           | 50:19 |
|    |                                           |       |

## Twórcy
- Tony Banks – organy Hammonda, fortepian, melotron, Syntezatory - Arp 2600, Arp Pro Soloist, Poly & Mini Moog, Moog Taurus, fortepian elektryczny, gitara
- Phil Collins – śpiew, perkusja, instrumenty perkusyjne
- Steve Hackett – gitara, kalimba, autoharp
- Mike Rutherford – gitara basowa, gitara, Moog Taurus Bass Pedals

## Nagrody i pozycja na listach
Notowania Billboardu:
- 1977 – 26. na liście Pop Album
- 1977 – Your Own Special Way 62. na liście Pop Singles